# Chioag, Bihor
Chioag este un sat în comuna Sârbi din județul Bihor, Crișana, România.
Localitatea este situată la aproximativ 35 km de municipiul Oradea și se caracterizează prin predominanța dealurilor argiloase, care influențează negativ stabilitatea și echilibrul caselor și monumentelor vechi.